# پاجو
شهر پاجو (به کره‌ای: 파주) (به انگلیسی: Paju) با جمعیت  ۲۴۲٫۲۴۱  نفر در ایالت  گیونگی-دو در کشور کره‌جنوبی واقع شده‌است.